# コンチネンタル・モータース
コンチネンタルモータース（Continental Motors, Inc.）はアメリカ合衆国アラバマ州に本社を置く航空用ピストンエンジンの製造メーカーである。

## 歴史
1905年に創業した自動車エンジン製造会社のコンチネンタル・モータース・カンパニーの航空機エンジン部門のスピンオフ、コンチネンタル・エアクラフト・エンジン・カンパニーとして1929年に設立された。飛行機用レシプロエンジン市場において、ライカミング・エンジンズとシェアを二分しており、歴史上世界で最も多く生産されたセスナ 172のエンジンにもセスナ 170と同じように当初は採用されていた。かつてはM1/M2/M3/M4/M18/M47/M48/M60/MBT-70/M35/M54やアメリカン・バンタム偵察車などアメリカ軍の戦車や軍用車両のディーゼルエンジンおよびガソリンエンジンも製造して第二次世界大戦で軍需産業としても利益を上げていた。
1965年にコンチネンタルがエンジンを提供していた無人航空機のBQM-34ファイアー・ビーの製造元であるライアン・エアロノーティカルに買収された。
1969年にライアンとともにテレダイン・テクノロジーズ傘下となり、チュルボメカ アルトウステやチュルボメカ マルボレなどをライセンス生産していた航空用タービンエンジン（ジェットエンジン、ターボプロップ）の事業はテレダイン・タービン・エンジンズに移管された。
2010年に中華人民共和国政府の国営航空機製造会社である中国航空工業集団公司（AVIC）の子会社となり、テレダイン・コンチネンタル・モータースからコンチネンタル・モータースに改称された。
2013年にはUCAVのMQ-1Cなどに採用されている航空用ディーゼルエンジンを製造するドイツのティレート航空機エンジンを傘下に収めた。
2019年に社名はコンチネンタル・モータースからコンチネンタル・エアロスペース・テクノロジーズになった。

## 製品
かつては星形エンジンも製造していたが、現在では水平対向エンジンのみとなっている。
主力のガソリンエンジンは小型軽量の低出力（100馬力前後）モデルから300馬力の高出力モデル、空冷と液冷、FADECやターボチャージャー搭載など豊富なバリエーションを有する。
旧Technify Motors製のディーゼルエンジンも継続して製造しており、エンジン単体の他、既存のエンジンから交換用として燃料系やエンジンマウントなど必要な機材一式をセットにしたレトロフィット・キットも取り扱っている。
メーカーへのOEM供給の他、ホームビルト機用に低価格のシリーズを馬力別に揃えており、エンジン単体やパーツを個人へ販売している。
この他にも修理上がりのリビルド品を公式サイトで販売しているなど、直販にも力を入れている。